# Krzywda (Harta)
Krzywda – część wsi Harta w Polsce, położona w województwie podkarpackim, w powiecie rzeszowskim, w gminie Dynów.
W latach 1975–1998 Krzywda administracyjnie należała do województwa przemyskiego